# Мамбо
Мамбо (на испански: mambo) е музикален стил и танц от Карибите, получил широко разпространение в латиноамериканските страни от Карибския басейн, а също и в латиноамерикански общности в САЩ с преобладаващи пришълци от тези страни.
Името мамбо произлиза от името на бога на войната, на когото в Куба в далечното минало е бил посветен обреден танц.
Съвременната форма на мамбо се ражда през 40-те години на XX в. в резултат от сливане на афро-кубински ритми и джаз, за родителите на което се считат Одилио Урфе и Арсенио Родригес.